# Ossey-les-Trois-Maisons
Ossey-les-Trois-Maisons é uma comuna francesa na região administrativa de Grande Leste, no departamento de Aube. Estende-se por uma área de 16,25 km². Em 2010 a comuna tinha 602 habitantes (densidade: 37 hab./km²).